# Edward G. Schauroth
Edward G. Schauroth (vollständiger Name Edward Friedrich Theodor August Grotrian Schauroth, * 12. Januar 1888 in Buffalo; † 3. August 1954 ebenda) war ein US-amerikanischer Klassischer Philologe, der von 1923 bis 1954 an der University of Buffalo lehrte.

## Leben und Werk
Edward G. Schauroth war der einzige Sohn deutschstämmiger Eltern, die beiderseits aus dem Freiherrenstand stammten. Der Vater gehörte dem Adelsgeschlecht Schauroth an. Seine Großeltern väterlicher- und mütterlicherseits waren im 19. Jahrhundert aus Preußen beziehungsweise dem Herzogtum Braunschweig eingewandert. Sein Großvater mütterlicherseits, der reformierte Pastor August Grotrian, brachte seinem Enkel Edward Griechisch und Latein sowie Fechten bei.
Schauroth studierte von 1906 bis 1910 an der Harvard University, wo ihn vor allem der Altertumswissenschaftler Philip Becker Goetz (1870–1950) prägte. Nachdem Schauroth das Studium 1910 mit dem Bachelorgrad (A. B.) abgeschlossen hatte, hielt er bei der Abschlussfeier die lateinische Festrede; auch später hielt er bei festlichen Anlässen lateinische Reden, so 1939 bei der Eröffnung des Phi-Beta-Kappa-Chapters in Buffalo, dessen Präsident er war.
Nach dem Studium lehrte Schauroth kurze Zeit Latein und Griechisch an der Worcester Academy in Worcester (Massachusetts). Er heiratete am 22. Juni 1912 Alice Eleanor Nott, mit der er 1914 eine Tochter (Friederike Agnes Emma) bekam. 1923 ging er an die University of Buffalo, wo sein ehemaliger akademischer Lehrer Goetz inzwischen lehrte. Schauroth stieg an der Universität zum Professor of Latin and Greek auf und schließlich zum Andrew van Vranken Raymond Professor of Classics und Leiter des Instituts für Altertumswissenschaften. In den 1920er Jahren unternahm Schauroth mehrere Bildungsreisen nach Europa, so 1926 nach Italien und Griechenland (wo er Friedrich Hiller von Gaertringen und den Schlesischen Gymnasiallehrer Fritz Hache kennenlernte). Auf Haches Empfehlung verfasste er später für die Zeitschrift Das humanistische Gymnasium einen Aufsatz über den Zustand der Altertumswissenschaft in den USA, nachdem er 1929 Deutschland (vor allem Göttingen) bereist hatte.
In den 1920er Jahren war Schauroth Vorstandsmitglied der Classical Association of Atlantic States. 1932 trat er in die American Philological Association ein. Als passionierter Segler mit beträchtlichen Kenntnissen in Mathematik und Astronomie erteilte er während des Zweiten Weltkriegs den in Buffalo stationierten Kadetten Navigationsunterricht. Von 1946 bis zu seinem Tode gehörte er dem Managing Committee der American School of Classical Studies at Athens an. Er starb am 3. August 1954 in Buffalo an einem Herzinfarkt.
Schauroth veröffentlichte während seiner Laufbahn nur wenige wissenschaftliche Aufsätze. Seine Beherrschung der alten Sprachen und seine Vertrautheit mit der Kultur des Altertums zeigen sich an der breiten Streuung der Themen und der kenntnisreichen, treffsicheren Darstellung.

## Schriften (Auswahl)
- The ὑποζώματα of Greek Ships. In: Harvard Studies in Classical Philology. Band 22 (1911), S. 171–179
- Die klassischen Studien in Amerika. In: Das humanistische Gymnasium. Band 41 (1930), S. 34–46
- Observations on Vergil and His View of Life. In: University of Buffalo Studies. Band 8,4 (1932), S. 175–277
- Some Ancient Solar Observations. In: Popular Astronomy. Band 55 (1947), S. 78–92
- A Vergilian Riddle and its Source. In: Classical Weekly. Band 43 (1949/50), S. 8–10
- Sic itur ad astra. In: Latinitas. Band 2 (1954), S. 292–298